# Karl Proisl
Karl Proisl (* 9. Juli 1911 in Traisen, Niederösterreich; † 2. Dezember 1949 in Belgrad) war ein österreichischer Kanute, der 1936 zwei olympische Medaillen gewann. Ab 1938 startete er für Deutschland.

## Leben
Karl Proisl war Polizist und startete für die Polizeisportvereinigung Wien. Dort war er neben dem Kanusport auch im Jiu Jitsu aktiv. Bei den Kanuwettbewerben im Rahmen der Olympischen Spiele 1936 in Berlin trat er zusammen mit Rupert Weinstabl im Zweier-Canadier an. Über 10.000 Meter belegten die beiden den dritten Platz hinter Václav Mottl und Zdeněk Škrland aus der Tschechoslowakei sowie Frank Saker und Harvey Charters aus Kanada. Tags darauf siegten über 1000 Meter Vladimír Syrovátka und Jan Brzák-Felix aus der Tschechoslowakei vor Proisl und Weinstabl, dahinter gewannen Saker und Charters Bronze.
Nach dem Anschluss Österreichs starteten Proisl und Weinstabl für Deutschland. Bei den Weltmeisterschaften 1938 in Vaxholm erkämpften die beiden über 10.000 Meter Silber hinter Bohuslav Karlík und Jan Brzák-Felix. Über 1000 Meter siegten Proisl und Weinstabl vor den Tschechoslowaken.
Bei Deutschen Meisterschaften gewann Proisl von 1939 bis 1941 im Einer-Canadier über 1000 Meter, im Zweier siegten Proisl und Weinstabl von 1938 bis 1941. Über 10.000 Meter gewannen Proisl und Weinstabl 1938, 1940 und 1941.
Karl Proisl stieg laut seiner Heimatgemeinde im Zweiten Weltkrieg zum Polizei-Oberleutnant auf und sei 1949 „in jugoslawischer Kriegsgefangenschaft gestorben“. Laut Volker Kluge wurde er als Hauptmann der Schutzpolizei wegen Kriegsverbrechen von einem Sondergericht zum Tode verurteilt und  hingerichtet.